# Viviennea schistaceus
Viviennea schistaceus là một loài bướm đêm thuộc phân họ Arctiinae, họ Erebidae.